# HMS Prince (1788)
El HMS Prince fue un navío de línea inglés de 98 cañones nominales, botado en 1788. Participó en la batalla de Trafalgar, donde era mandado por Richard Grindall, sin sufrir ninguna baja su tripulación durante el combate. Tras la guerra permaneció en Portsmouth hasta que fue retirado del servicio en 1837. Según los estándares británicos, quedaba categorizado como navío de segunda clase.

## Construcción
Tuvo relativamente poca acción durante su carrera y parece haber sido de un andar relativamente malo navegando,no superando los 2 nudos. Según un capitán observador, navegaba «como un pajar».
No fue puesto en servicio inmediatamente tras el estallido de la guerra con la Francia revolucionaria, y estuvo en servicio en Portsmouth hasta abril de 1794. Su casco fue alargado en 1796. En representaciones de su última etapa se le muestra como navío de 110 cañones, si bien hay planos donde únicamente portaría 90 cañones.

## Trafalgar
Para 1805, ya estaba en servicio en la Flota del Canal, bajo el mando del capitán Richard Grindall. El propósito de Nelson era integrarlo en el escuadrón de retaguardia en la batalla de Trafalgar, que tendría lugar en octubre de ese año, quedando finalmente integrado en la Lee Division, al mando de Cuthbert Collingwood. En combate fue superado en velocidad por toda su división y tardó más de dos horas en recorrer las dos o tres millas que lo separaban del lugar de la batalla. Para cuando llegó, la mayor parte de la flota enemiga estaba en manos británicas o había huido, dejando pocos blancos para las masivas andanadas del Prince. Disparó contra el buque insignia español Príncipe de Asturias y el Achille, pero no fue atacado ni sufrió daños ni bajas. Una de las balas de cañón del Prince alcánzó, sobre las 15.30 h del 21 de octubre, el codo izquierdo de Federico Gravina, casi amputándole el brazo y costándole la muerte meses después a consecuencia de las heridas.
En el fragor de la batalla, unió fuerzas con el Neptune, Leviathan y el Conqueror, que venían de reducir al Bucentaure más el Africa y el mismo Prince, acosaron después conjuntamente al Santísima Trinidad, dejándolo completamente desarbolado y con el velamen cubriendo las baterías.

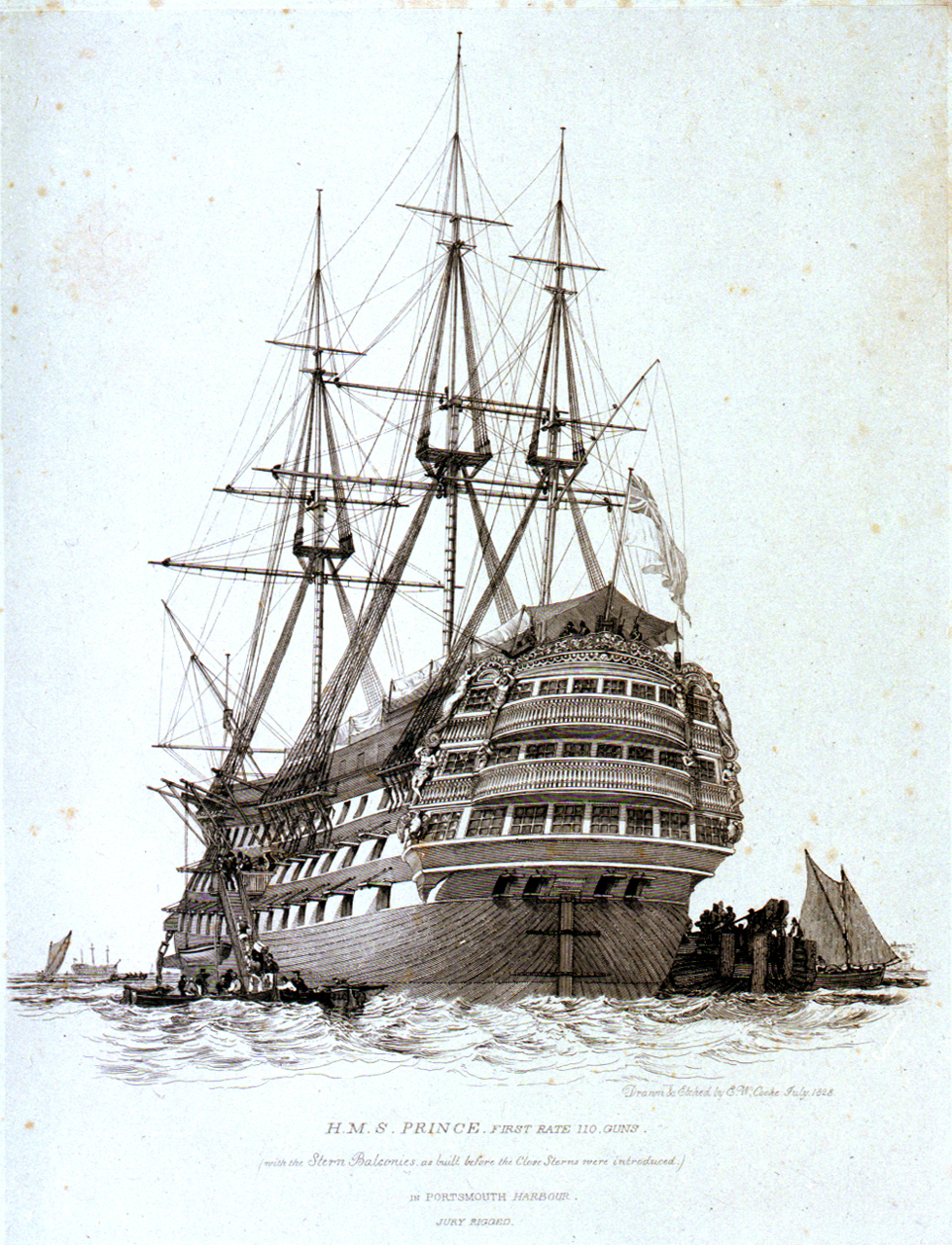
El HMS Prince representado como navío de 110 cañones

Durante el combate contra el Prince, la cofa del trinquete del Achille se incendió, y la siguiente andanada contra él derribó su mástil, envolviendo el barco en llamas. En ese momento, sabiendo que el destino del Achille estaba decidido y aprovechando al máximo su posición privilegiada, Grindall ordenó cesar el fuego y desplegó su armamento para despejar el barco, antes de lanzar botes al agua para rescatar a los marineros franceses del Achille y de otros lugares. Esto resultó peligroso pues los cañones abandonados, pero cargados, del Achille se activaron por el intenso calor que azotaba bajo cubierta, y el barco explotó a las 17:45 horas, momento en el que solo se habían rescatado unos 100 hombres. 
No obstante, el Prince y buques británicos cercanos lograron rescatar a unos 250 marineros del agua, siendo uno de ellos una mujer casada con un francotirador de una de las cofas del Achille. Dicha mujer tuvo que ser auxiliada cuando uno de los marineros intentó propasarse con ella.
Sobre las 18.25 h, un oficial del Prince, uno de los barcos de la línea de Collingwood, en una carta privada dice:

[We] took possession of the Santísima Trinidad, a four-decker, totally dismasted... Our first night's work on board the Trinidad was to heave the dead overboard, which amounted to 254 killed, and 173 wounded, several of which are dead since.
tomamos posesión del Santísima Trinidad, un barco de cuatro cubiertas, totalmente desarbolado... Nuestro trabajo de la primera noche a bordo del Trinidad fue sacar por la borda a los fallecidos, que ascendían a 254 muertos, y 173 heridos, varios de los cuales están muertos desde entonces.
Oficial del HMS Prince

En la semana de feroces tormentas que siguió a la batalla, el robusto Prince fue de gran ayuda, proporcionando provisiones de reemplazo a los barcos más dañados, remolcando los que las necesitaban y salvando a muchos hombres de los otros barcos gravemente dañados. Él y los demás barcos británicos intactos salvaron a muchos otros que de otro modo se habrían hundido, y en un momento dado salvaron a 350 hombres del Santísima Trinidad, que se hundía y que de otro modo se habrían ahogado, llevándolos a Gibraltar.
Según avanzaban los días tras la batalla el Prince intentó tomar a remolque el Santísima Trinidad, pero sus esfuerzos fueron en vano y se vio obligado a mantenerse alejado para evitar una colisión, que habría sido fatal para ambos buques.
Sin embargo, al llegar allí, estuvo listo para zarpar de nuevo en cuestión de horas. En los días siguientes tras la batalla se dieron noticias tergiversadas, según el bando que las publicara, llegando a dar por sentado que el Prince naufragó en Trafalgar e incluso que se encontró su timón en las playas de Conil. Las noticias eran tan distorsionadas que se incluyeron en la relación buques británicos que no participaron en la batalla e incluso ni siquera pertenecían a la Royal Navy.

## Destino
Después de las guerras napoleónicas, permaneció en Portsmouth hasta que fue retirado del servicio y desguazado en 1837.